# Mare preot
Mare preot a fost conducătorul suprem al cultului religios la vechii evrei, egipteni, daci etc.